# Chrysanthus- en Dariakerk
De Kerk van Chrysanthus en Daria (Duits: Kirche St. Chrysanthus und Daria) is een voormalige stiftskerk en de huidige rooms-katholieke hoofdkerk van de Duitse plaats Bad Münstereifel, Noordrijn-Westfalen. De goed bewaarde romaanse basiliek is een belangrijk monument, dat op karakteristieke wijze afwijkt van het conventionele bouwschema.

## Geschiedenis
Het benedictijnse klooster waaraan Münstereifel het ontstaan en de naam dankt, werd in het jaar 830 vanuit de abdij van Prüm gesticht. In 844 werden er de relieken van de Romeinse martelaren Chrysanthus en Daria ondergebracht, die het klooster het nodige aanzien verschaften en van de kerk een drukbezocht pelgrimsoord maakten.
De huidige basiliek werd in de 11e eeuw gebouwd. Na de opheffing van het klooster als gevolg van de secularisatie in 1803 werd het klooster verkocht en trad het verval van de kerk in. In 1872 stortte de noordwestelijke flanktoren in, waarop tot 1890 een herbouw en restauratie volgde. Na de Tweede Wereldoorlog volgde een verdere restauratie van zowel het in- als exterieur en werd de inrichting volgens de liturgische eisen van het Tweede Vaticaans Concilie aangepast.

## Bouw
Het meest opvallende deel aan de kerk is het westwerk, dat duidelijk geïnspireerd is op de Keulse Sint-Pantaleonkerk. Het grondplan wordt gevormd door een kruis met achter het westwerk drie korte armen en aan oostelijke zijde als vierde arm het drieschepige en drie traveeën tellende kerkschip. Boven de viering verheft zich een vierkante toren, die aan de westelijke zijde wordt vergezeld door (aan de basis twee slanke ronde, halverwege in octogonale overgaande) flanktorens. In de apsisboog van de kerk zijn er belangrijke, pas in 1912 ontdekte resten van de oorspronkelijke beschildering te zien.

## Inrichting

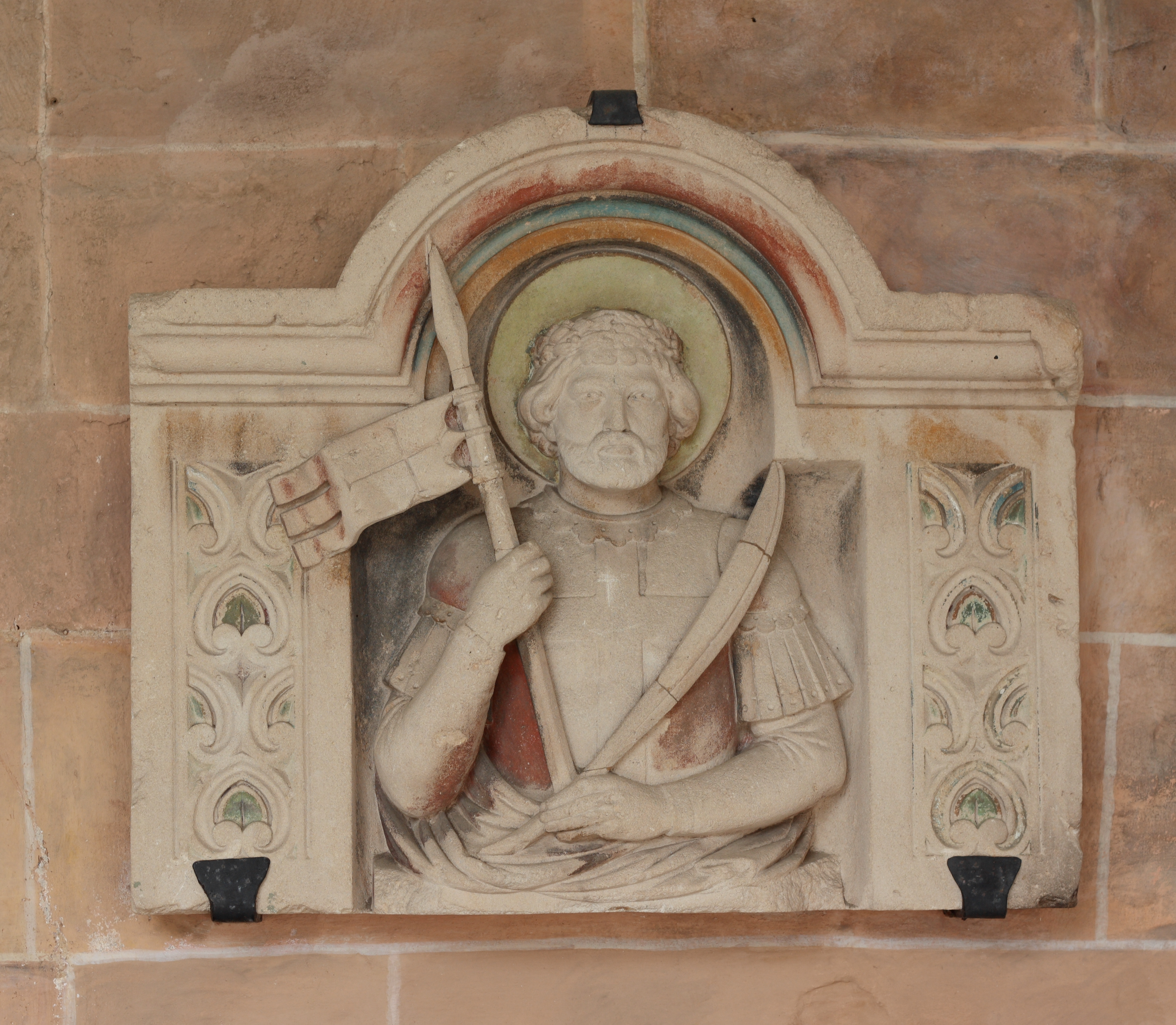
Reliëf van de heilige martelaar Chrysanthus

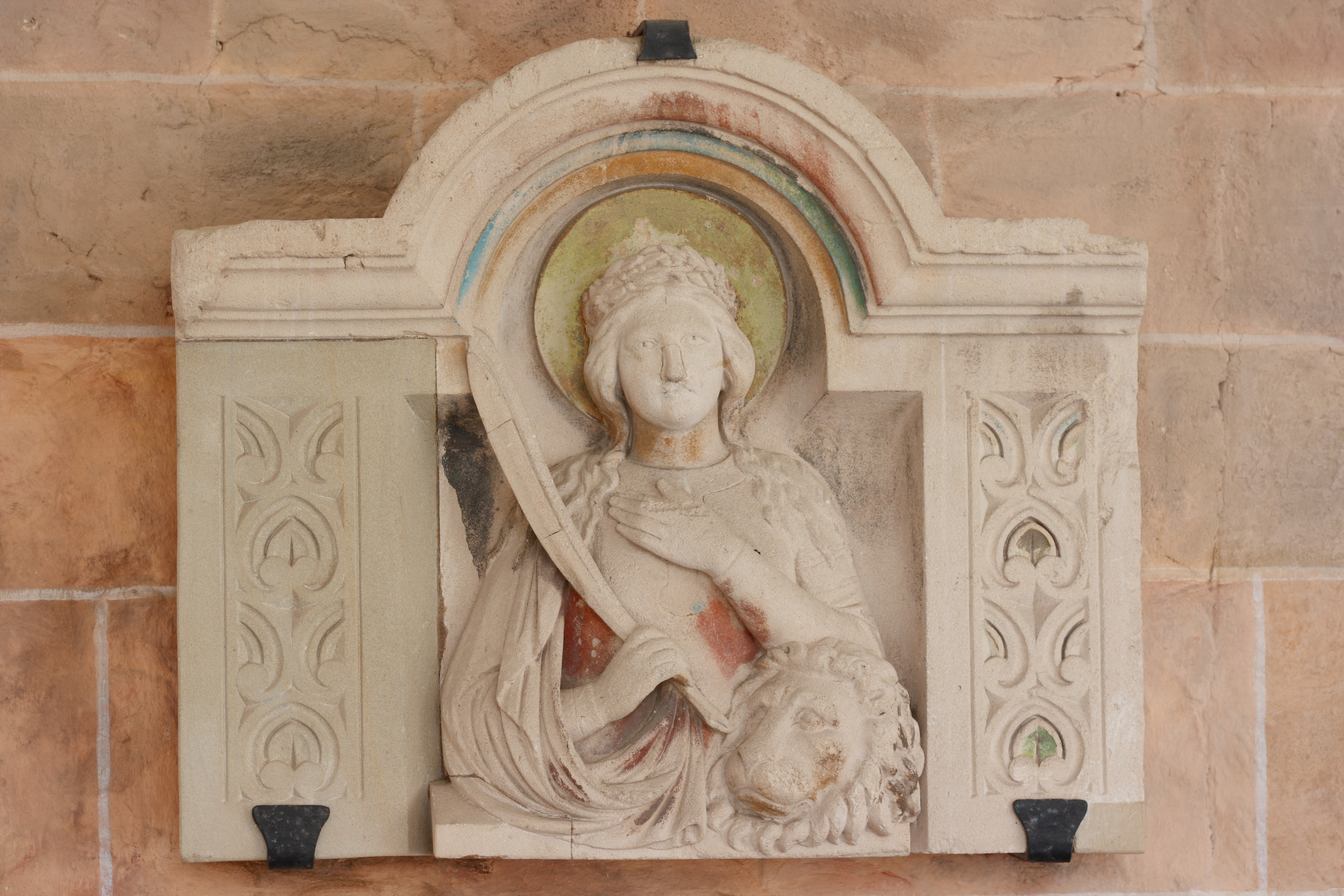
Reliëf van de heilige martelares Daria

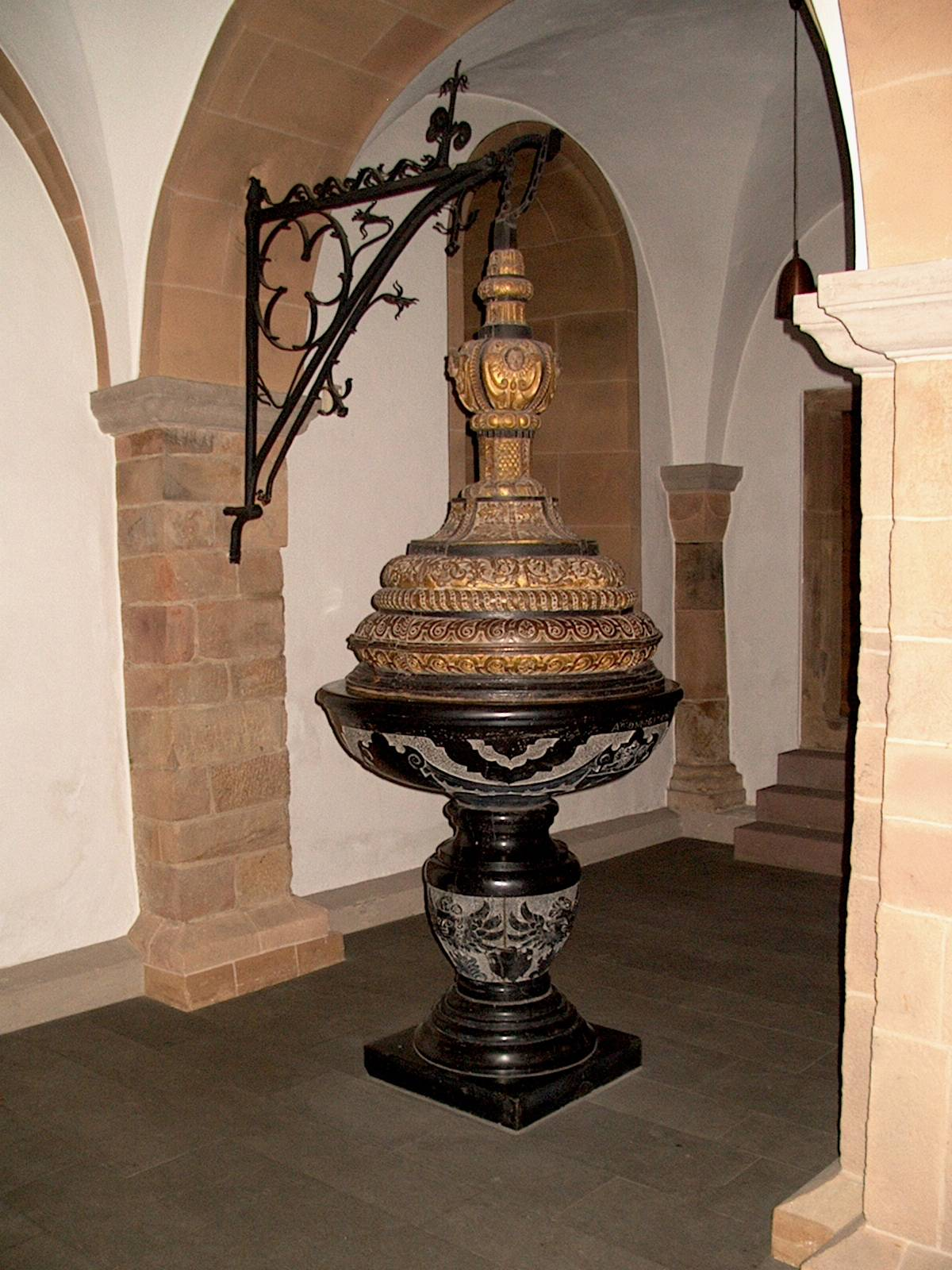
Doopvont

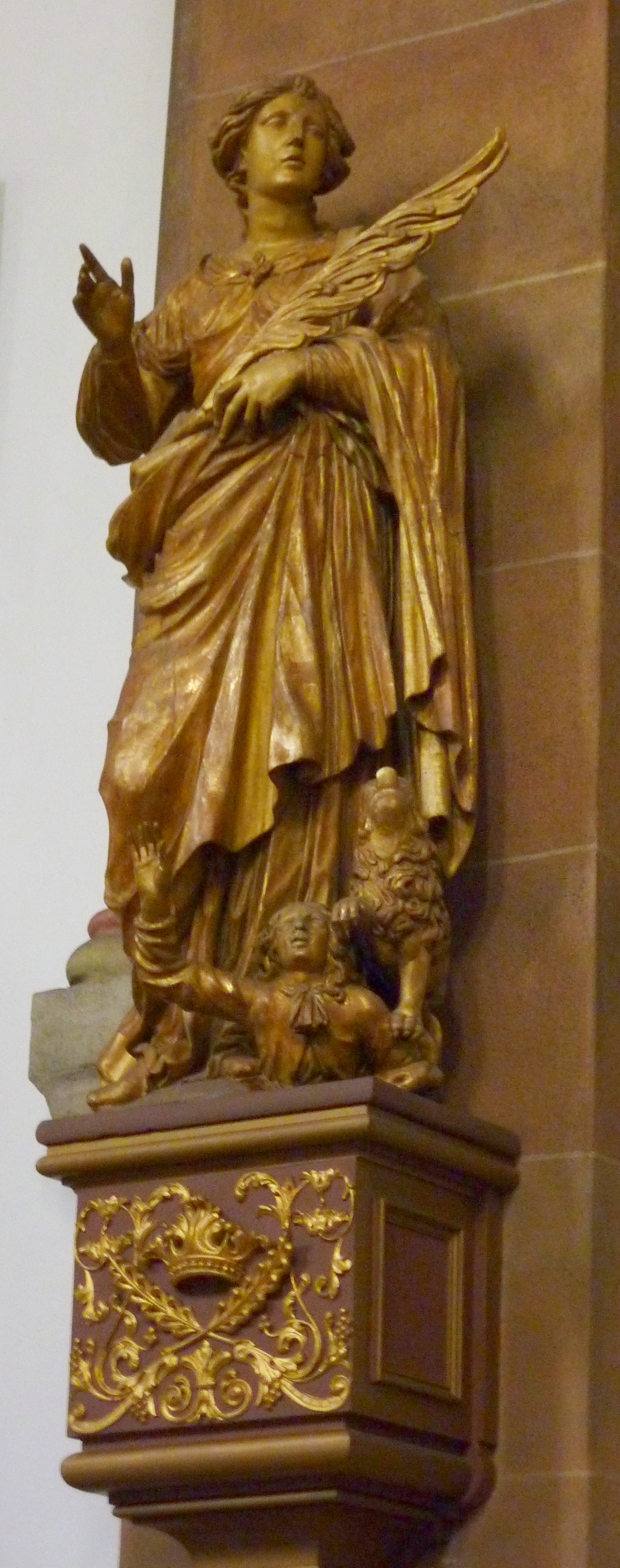
Beeld van Sint-Daria

### Altaar
Het hoogaltaar met het gemetselde altaarblok stamt uit het begin van de 11e eeuw en wordt afgedekt met een plaat uit sinterkalk van een bekken van de romeinse waterleiding, waarop een afdruk staat van de muur van het romeinse kanaal. De altaaropzet werd in de jaren 1905-1912 door W. Moers van verguld zilver en messing gemaakt. Het heeft de vorm van een schrijn naar het voorbeeld van de laatromaanse schrijnen in Aken en Keulen. Het rijke houtsnijwerk van het antependium stamt van het voormalige Kruisaltaar, dat rond 1700 door de scholaster Wery werd geschonken.

### Sacramentstoren
De sacramentstoren werd in 1480 door de kanunnik Friedrich Rohr geschonken. Van het beeld van de schenker boven de sokkel werd het hoofd later vernieuwd. De rechthoekige behuizing met de beelden van de kerkpatronen en een driezijdig, naar voren springend en rijk bewerkt baldakijn werd naar het voorbeeld van het sacramentshuis in Münstermaifeld gemaakt.

### Grafmonument van Gottfried von Bergheim
Gottfried von Bergheim, gestorven in 1335, was vanaf 1323 burchtheer in Münstereifel. De zandstenen tombe uit 1340 met gisant stond waarschijnlijk ooit in het midden van de kerk. Sinds 1970 heeft de tombe een plaats gekregen in het midden van het westelijke deel. De liggende figuur toont de gestorven burchtheer in vol ornaat met aan zijn hoofdeinde een baldakijn en aan zijn voeten een leeuw. In de laterale nissen zijn de figuren van de profeten aangebracht en in de blinde arcades van de tombe staan treurende figuren en een bisschop die de dodenmis voorleest.

### Crypte
In de crypte onder het verhoogde koor staat een huisvormige gotische schrijn achter een smeedijzeren hek. Het werd waarschijnlijk voor een niet meer bestaande zilveren schrijn gemaakt, waarin de resten van de kerkpatronen in 1505 werden geborgen toen ze uit hun oorspronkelijke stenen sarcofaag op het altaar in de bovenkerk werden gelicht. De grafruimte werd in 1698 opnieuw ingericht.

### Genadebeeld
In de hoofdapsis staat op het Genadealtaar in een 19e-eeuwse opzet een genadebeeld van de maagd Maria uit circa 1320. Het uit notenhout gesneden beeld waarvan de kleuren verloren gingen werd in Keulen gemaakt. In het hoofd bevindt zich een kastje waarin relieken werden bewaard. Een gekleurde kopie van het beeld bevindt zich aan een smeedijzeren kroonluchter in de kerk.

### Overig
- Volgens inschrift werd het doopvont in 1619 door burgemeester Reiner Froitzem geschonken. Het bekken is van zwart marmer, het houten deksel is rijk versierd en verguld.
- Een wijwaterbekken is een restant van een rond doopbekken met twee hoofden en stamt uit de 14e eeuw.
- Een bank van drie zetels uit de 14e eeuw is versierd met drôleriën.
- Een kleine geschilderde drieluik werd rond 1470 vervaardigd. Op het centrale paneel wordt de Bewening van Christus voorgesteld, op de binnenvleugels de kerkpatronen en op de buitenvleugels Petrus en Paulus.
- In het koor hangen acht schilderijen op linnen met scènes uit het leven van de heilige martelaren Chrysantus en Daria. Ze werden rond 1720 samen met een opzet voor het hoogaltaar besteld. Hiervan bleef het altaarblad met de voorstelling van het martelaarschap bewaard.
- Het houten beeld van de kruisdragende Christus uit de eerste helft van de 15e eeuw werd in de 19e eeuw van kleur voorzien.
- Het crucifix boven het volksaltaar stamt uit 1500.
- Het kleine beeld van de Moeder Gods met vergulde resten dateert uit het begin van de 17e eeuw.
- Een beeld van de heilige Franciscus werd oorspronkelijk in de 17e eeuw gemaakt. De kleuren van het beeld gingen verloren.
- De twee levensgrote beelden van de heilige apostelen Petrus und Paulus werden in de tweede helft van de 17e eeuw gemaakt door dezelfde kunstenaar als het beeld van Sint-Franciscus.
- De eveneens levensgrote houten beelden van de martelaren Crysantus en Daria werden voor het in 1720 aangekochte hoogaltaar gemaakt en herinneren aan de Keulse beeldhouwkunst uit het begin van de 18e eeuw. De gouden kleuren zijn overwegend bewaard gebleven.
- In de zuidelijke nevenapsis bevindt zich een vesperbeeld van hout uit 1350.

## Orgel
Het orgel van de stiftskerk werd in 1883 door de firma Schorn (Kuchenheim) gebouwd. Het instrument staat achter de orgelgalerij in de torenkapel, die daarmee in zekere mate als klankkast dient, en heeft na een gewijzigde dispositie in 1970 door de orgelbouwfirma Seifert (Kevelaer) 31 registers. Het instrument heeft mechanische speeltracturen en elektrische registertracturen.